# Guairá
Guairá is een departement in Paraguay. Het heeft een oppervlakte van 3846 km² en 198.032 inwoners (2012); voor 2016 is de prognose 218.560 inwoners. De hoofdstad is Villarrica.

## Bestuurlijke indeling
Het departement is verdeeld in achttien districten.
| Nr. | District                     | Inwoners | Oppervlakte |
| --- | ---------------------------- | -------- | ----------- |
| 1   | Borja                        | 10.208   | 329 km²     |
| 2   | Capitán Mauricio José Troche | 10.944   | 163 km²     |
| 3   | Colonia Independencia        | 26.974   | 668 km²     |
| 4   | Coronel Martínez             | 6.622    | 177 km²     |
| 5   | Doctor Botrell               | 1.706    | 75 km²      |
| 6   | Félix Pérez Cardozo          | 6.156    | 159 km²     |
| 7   | General Eugenio A. Garay     | 8.389    | 160 km²     |
| 8   | Itapé                        | 7.840    | 220 km²     |
| 9   | Iturbe                       | 9.233    | 292 km²     |
| 10  | José Fassardi                | 6.924    | 154 km²     |
| 11  | Mbocayaty                    | 8.595    | 197 km²     |
| 12  | Natalicio Talavera           | 4.901    | 72 km²      |
| 13  | Ñumí                         | 3.500    | 324 km²     |
| 14  | Paso Yobai                   | 26.461   | 669 km²     |
| 15  | San Salvador                 | 3.017    | 140 km²     |
| 16  | Tebicuary                    | 3.104    | 79 km²      |
| 17  | Villarrica                   | 71.489   | 247 km²     |
| 18  | Yataity                      | 4.757    | 111 km²     |